# Lübecker Wappen
Das Lübecker Wappen ist ein jahrhundertealtes Stadtwappen beziehungsweise Symbol der Stadt Lübeck.
Die Hansestadt Lübeck führte lange zwei verschiedene Wappen, die sich auch als Doppelwappen finden: Eines mit dem Reichsadler als Symbol der Reichsfreiheit (welche die Stadt von 1226 bis 1937 genoss) und eines mit den hanseatischen Farben Silber über Rot geteilt, den sogenannten lübischen Schild.

## Entstehung
Die Herkunft des lübischen Schildes ist nicht sicher belegt; wahrscheinlich ist aber, dass dies von der Hanseflagge abgeleitet ist, wie das erste Mal auf einem Schiffssiegel aus dem Jahr 1230 belegt ist. Die wehende Flagge am Mast, so wird angenommen, stellt bereits die Farben Rot und Weiß dar.

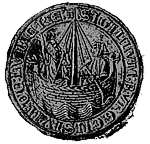
1230 Schiffssiegel
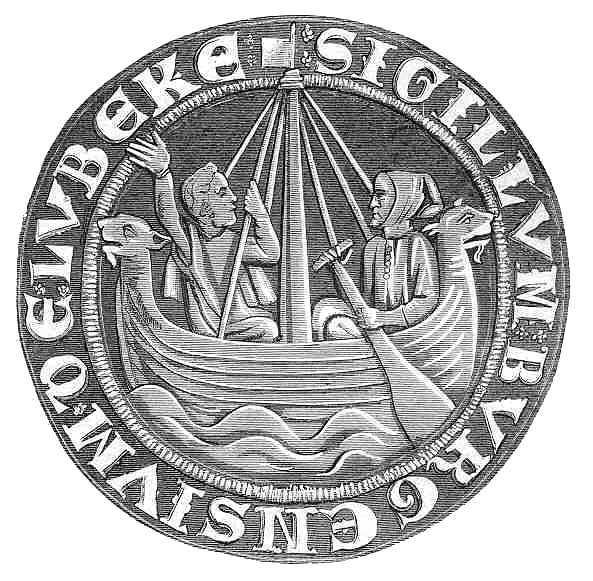
1280

Dies ist zugleich der älteste Hinweis auf ein eigenes Hoheitszeichen der Stadt. Der Reichsadler tritt etwas später auf. Erste Belege sind Münzen vom Anfang des 14. Jahrhunderts. Die Farben des Schildes kommen mit großer Wahrscheinlichkeit nicht von den Grafen von Holstein, sondern vom Reichswappen. Schließlich finden sie sich gemeinsam auf Dokumenten.

## Wappen der Freien Reichsstadt
Um 1450 schließlich wurden dann die beiden Wappen zusammengeführt. Der Reichsadler trug darauf das Hansewappen als Brustschild. Von den heute geführten ist es eines der älteste Wappen Schleswig-Holsteins. Das Flensburger Wappen ist älteren Ursprungs.

## Das Wappen im Kaiserreich Frankreich

Das Lübecker Wappen von 1811 bis 1813

Das Lübecker Wappen der Jahre 1811 bis 1813 führte die Stadt Lübeck während ihrer Zugehörigkeit zum Kaiserreich Frankreich. Nach der Eingliederung Lübecks in das Kaiserreich Frankreich am 1. Januar 1811 erhielt die Stadt ein neues Wappen, welches das bisherige Lübecker Wappen ersetzen und die nunmehrige Stellung Lübecks als Gemeinwesen innerhalb des französischen Staates unterstreichen sollte. In diesem Wappen, entworfen vom Conseil du Sceau, lag der traditionelle weiß-rote Wappenschild auf einem Paar schwarzer Adlerflügel, die eine rudimentäre Übernahme des bisherigen Lübecker Doppeladlers darstellten. Die Kombination aus Flügeln und Wappen lag auf einem silbernen (weißen) Schild.
Da Lübeck zugleich mit seiner Eingliederung nach Frankreich den Status einer Bonne Ville de l’Empire, also einer nominell besonderen Stadt des französischen Imperiums, erhalten hatte, wurde dem Schild ein Element hinzugefügt, das für sämtliche Bonnes Villes verpflichtend war: Ein rotes Schildhaupt, in dem sich drei goldene kaiserliche Bienen befanden.
Das Wappen wurde Lübeck durch einen am 13. Juni 1811 von Napoléon Bonaparte unterzeichneten Wappenbrief verliehen und von der Stadt bis 1813 geführt. Nach der Befreiung von der französischen Herrschaft und der Wiederherstellung der Eigenständigkeit als Stadtstaat wurde das traditionelle Wappen wieder eingeführt.

## Wappen der Stadtgemeinde
Das Groß-Hamburg-Gesetz von 1937 beendete die Reichsfreiheit der Stadt, indem es sie dem Land Preußen eingliederte und sie so ein Teil von Schleswig-Holsteins wurde. Es gestattete jedoch, das alte Wappen weiter zu führen.

von 1784 bis heute
Der Lübecker Doppeladler als Holzschnitt-Vignette Entnommen einem Druck von 1784
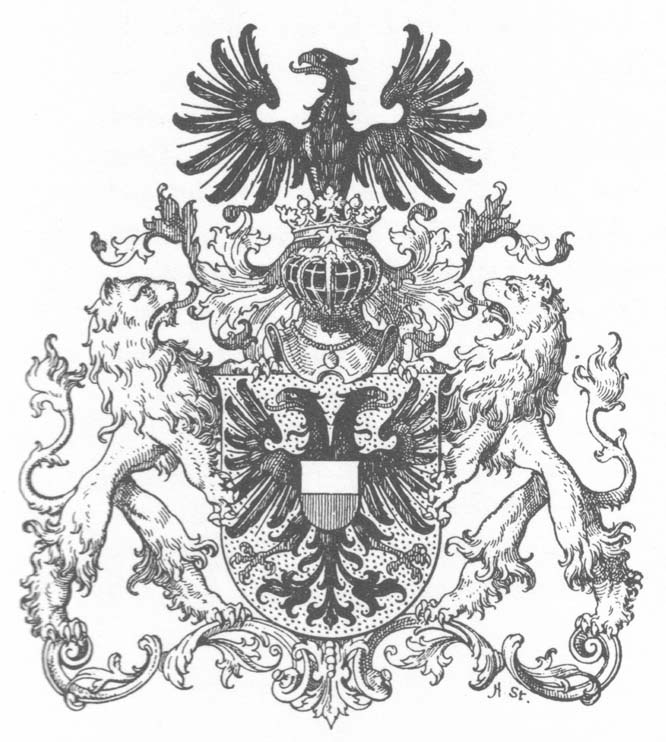
Großes Wappen der Freien und Hansestadt Lübeck im Deutschen Reich
Frühere Darstellung
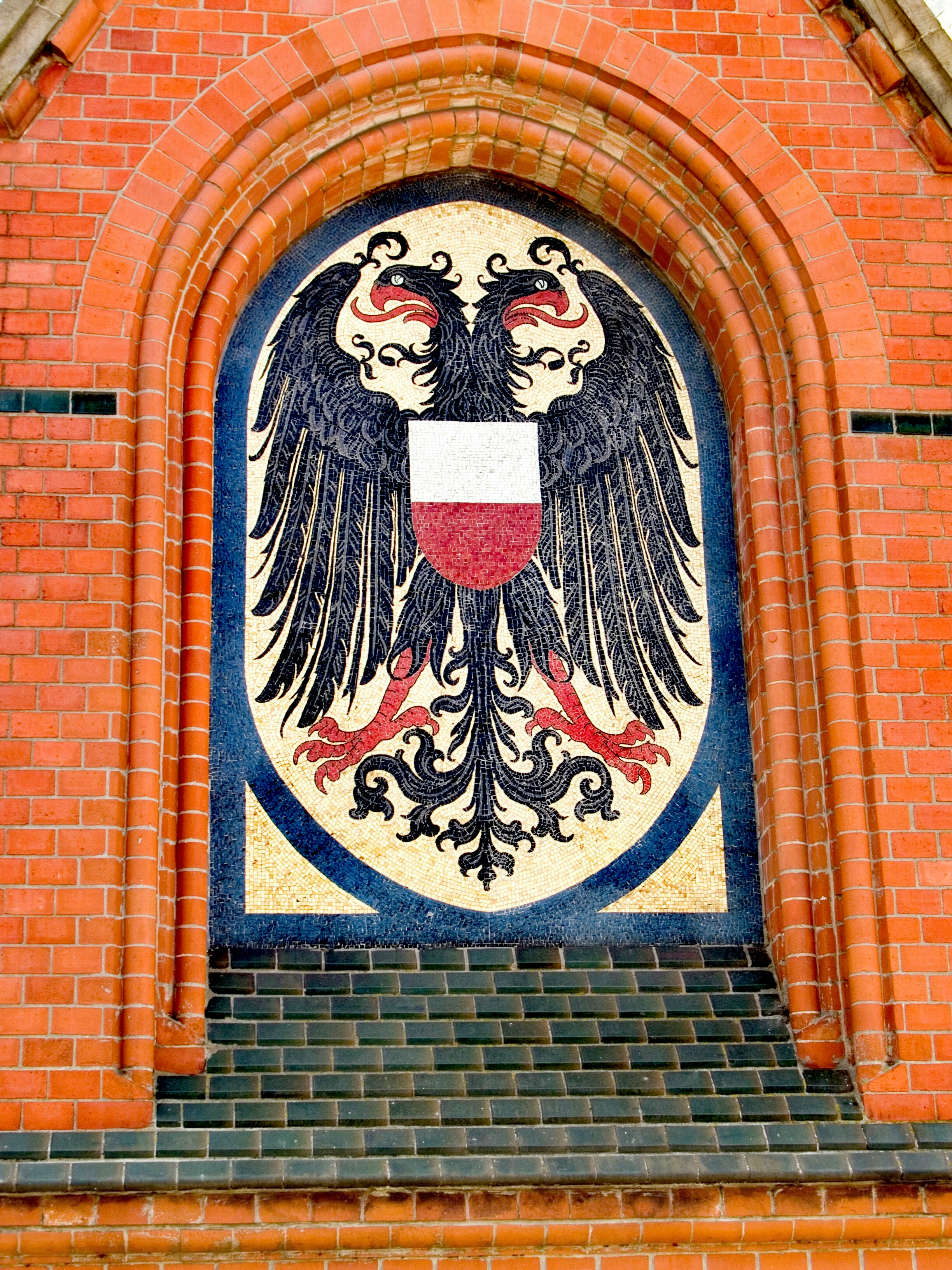
Mosaik an der Hubbrücke über den Elbe-Lübeck-Kanal unterhalb des Burgtores
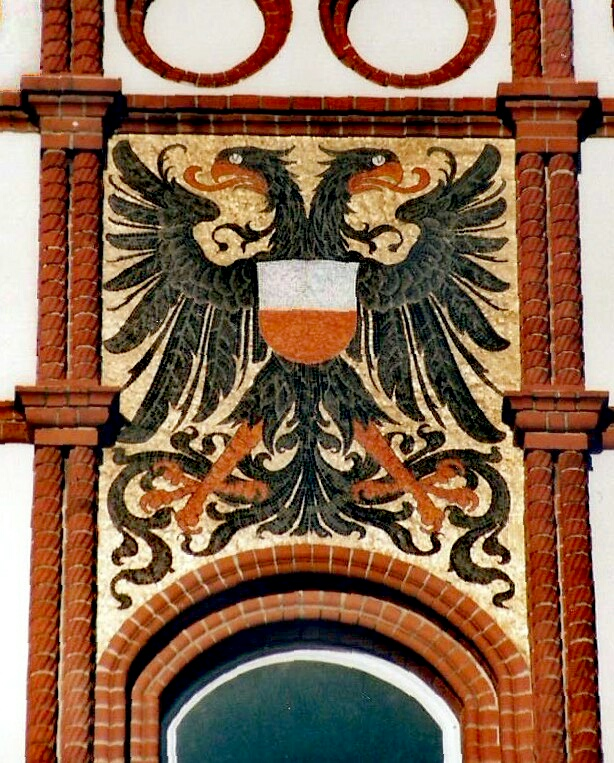
Wappen an der 1900 erbauten heutigen Lutherschule
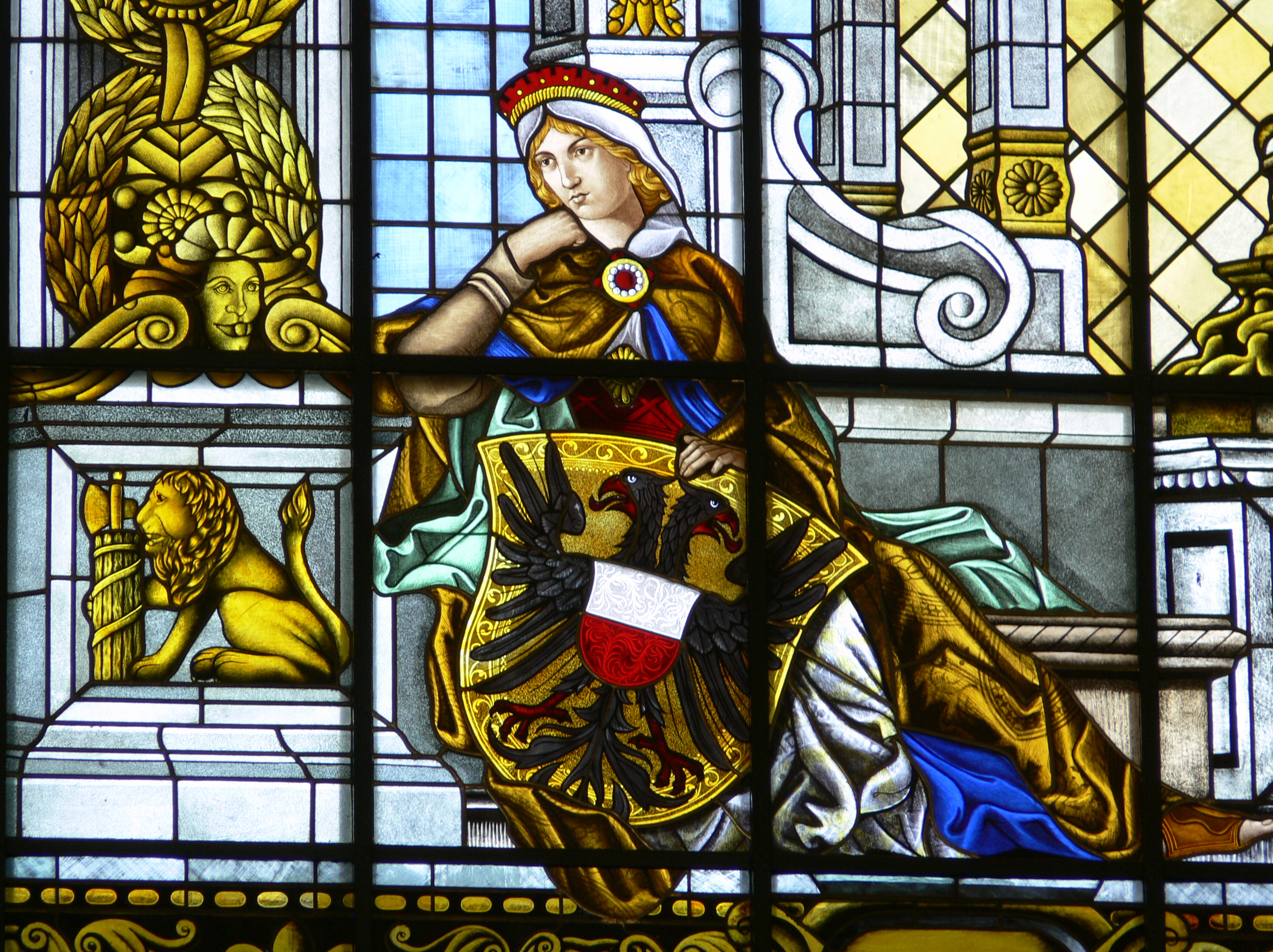
Wappen in einem Fenster des Reichsgerichtsgebäudes in Leipzig
Offizielles Stadtwappen seit 1997 Erstellt von Prof. Kurt Weidemann